# Фобос (програма)
Вижте пояснителната страница за други значения на Фобос.
Програма Фобос е безпилотна космическа мисия, която включва изстрелването на два автоматични космически апарата от СССР за изследване на Марс и неговите естествени спътници Фобос и Деймос. Фобос 2 успява да влезне в орбитата на Марс и да изпрати 38 снимки с висока резолюция. И двата апарата претърпяват провал.
Фобос 1 и Фобос 2 са космически апарати с нова конструкция по-напреднала от тази използвана за мисиите до Венера в периода от 1975 – 1985 и приличаща на тази на апаратите Вега 1 и Вега 2 изпратени да изучават Халеевата комета.
Фобос 1 е изстрелян на 7 юли 1988, а втория апарат на 12 юли същата година. Всеки е изстрелян с ракета Протон и всеки има маса от 2600 кг.
Програмата е международна и включва още Швеция, Швейцария, Австрия, Франция, България, ФРГ и САЩ.

## Цели на програмата
Целите на двата апарата Фобос са следните:
- провеждане на изследвания в междупланетното пространство
- наблюдения над Слънцето
- установяване състава на плазмата в близост до Марс
- извършване на изследвания върху атмосферата и повърхността на Марс
- изследване на състава на повърхността на марсианския спътник Фобос